# Allianz Arena
Allianz Arena je nogometni stadion na severu Münchna v Nemčiji. V Allianz Areni od sezone 2005/06 delujeta dva profesionalna nogometna kluba, FC Bayern München in TSV 1860 München. Obe moštvi sta prej delovali na Olimpijskem stadionu v Münchnu.  Allianz, največji finančni sponzor, je s pogodbo dobil pravice, da se stadion 30 let imenuje Allianz Arena. Po svetovnem prvenstvu v nogometu 2006 je bil stadion poimenovan FIFA World Cup Stadium Munich. Ljubkovalno ga imenujejo »Gumenjak«. 
19. maja 2012 je Allianz Arena gostila Finale Lige Prvakov v nogometu, kjer sta se pomerila domači FC Bayern München in angleški FC Chelsea. 
31. maja 2025 bo Allianz Arena znova gostila Finale Lige Prvakov. Takrat se bosta pomerila Inter iz Milana, ki je v polfinalu s skupnim rezultatom dveh tekem 7:6 premagal špansko Barcelono ter PSG, ki je v polfinalu s 3:1 v skupnem seštevku premagal Asenal. 